# DotProject

Bildschirmfoto dp

dotProject oder auch dP ist eine freie Projektmanagementsoftware. Es ist ein Community-Projekt, d. h., es wird durch ehrenamtliche Arbeit getragen. Es hat neben den üblichen Werkzeugen der Projektverwaltung wie Gantt-Diagramme auch viele Möglichkeiten, die aus der Praxis entstanden sind.
Es gibt kommerzielle Programmierer, die Erweiterungen für die Software erstellen. Zum Teil werden auch diese von den Auftraggebern gespendet.
Es existieren neben der offiziellen Downloadvariante zudem diverse Varianten, die für unterschiedliche Kunden angepasst wurden.

## Funktionen der Software
- Projektplaner
- Terminplaner (für jeden Benutzer)
- To-do-Liste
- Trouble Ticket (für Service-Bereich einer Firma, auch für die Hotline)
  - Warnungen
  - Verschiedene Prioritäten
- Benutzerverwaltung
  - Rechte
  - Freigaben
  - Profilzuordnung (Benutzer 'Rollen')
- Help Desk
- Forum
- Berichte
- Filterfunktionen